# Il boom (singolo)
Il boom è un singolo del cantautore italiano Jovanotti, pubblicato il 19 novembre 2021 come primo estratto dal secondo EP La primavera.

## Tracce
Testi di Lorenzo Cherubini.
1. Il boom – 3:25